# El Khiam
Pour les articles homonymes, voir Khiam (homonymie).

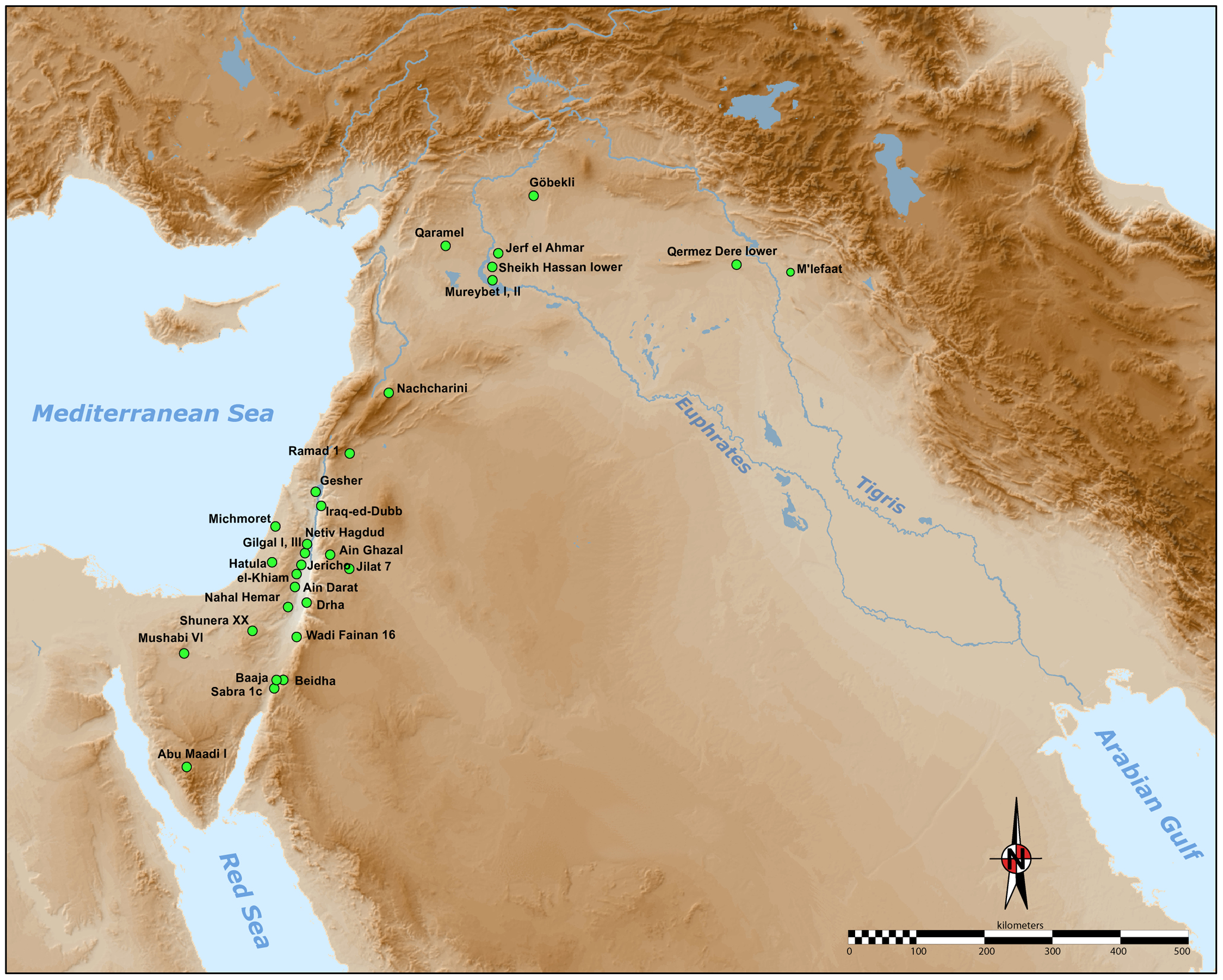
Carte des sites khiamiens au Proche-Orient

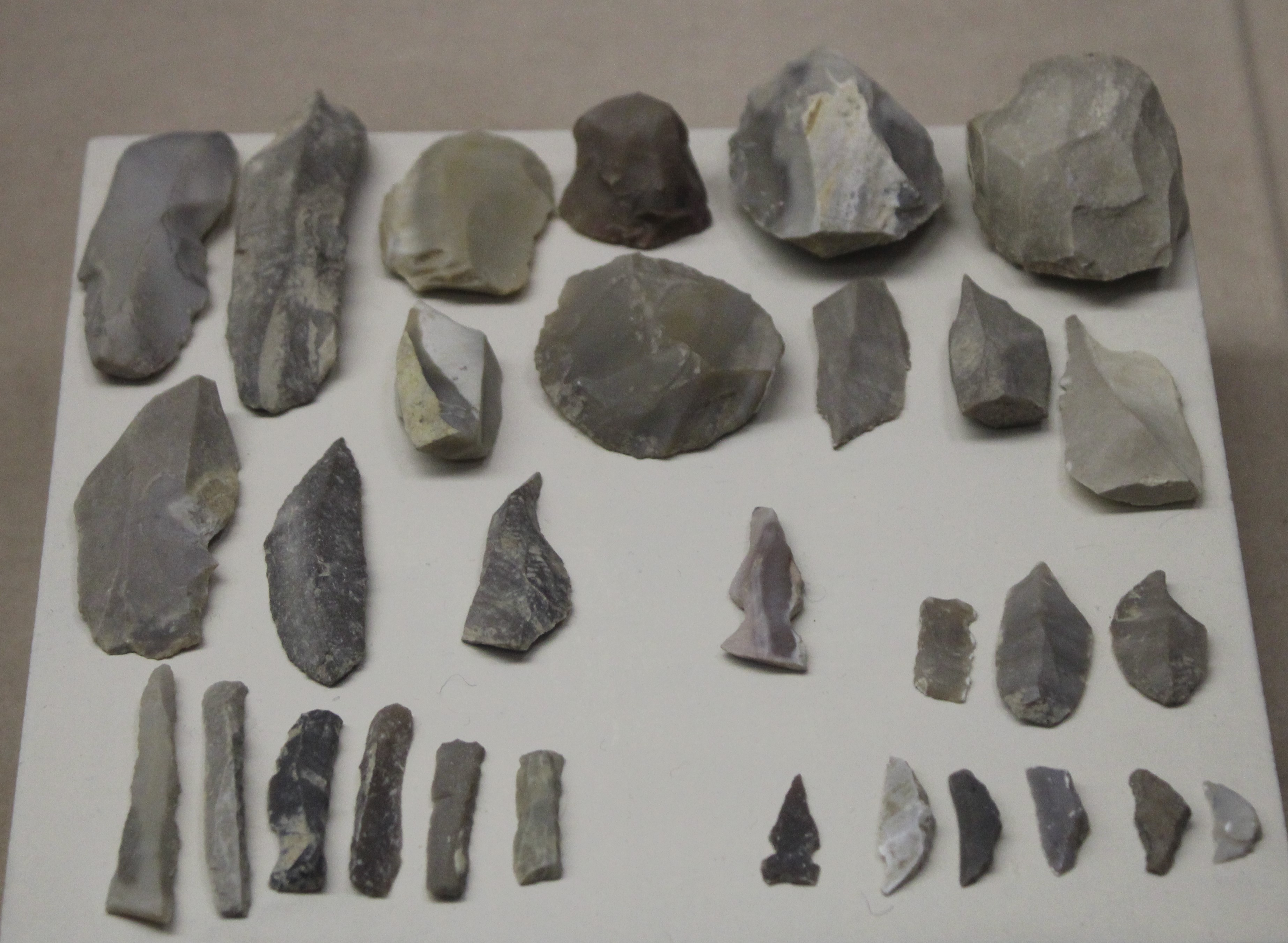
Industrie lithique provenant du site d'el Khiam (fouilles Neuville) : microlithes, pointes de type el Khiam, microburin, lamelles à dos, perçoirs, grattoirs, nucléus. Natoufien récent et Khiamien. Musée d'archéologie nationale.

El Khiam est un site préhistorique situé dans le désert de Judée, en Cisjordanie (Territoires palestiniens). Il a donné son nom à la culture située à la charnière de l'Épipaléolithique et du Néolithique, le Khiamien, dont on trouve des sites dans plusieurs pays du Proche-Orient.

## Historique
En 1934, René Neuville, consul de France à Jérusalem, a exhumé à El Khiam des vestiges préhistoriques, datant du Mésolithique, qui ont servi à caractériser une culture dont il est devenu le site éponyme, le Khiamien (vers 10 000 à 9 500 av. J.-C.).

## Khiamien
Le Khiamien est caractérisé notamment par des pointes de flèches en silex, dites « d’el Khiam », parce qu’elles ont été trouvées pour la première fois en cet endroit. On en a trouvé par la suite sur de nombreux sites du Levant, et jusqu'en Irak.